# Irán a 2006. évi téli olimpiai játékokon
Irán az olaszországi Torinóban megrendezett 2006. évi téli olimpiai játékok egyik részt vevő nemzete volt. Az országot az olimpián 2 sportágban 2 sportoló képviselte, akik érmet nem szereztek.

## Alpesisí
Férfi
| Versenyző            | Versenyszám      | 1. futam | 1. futam | 2. futam | 2. futam | Összesítés | Összesítés |
| Versenyző            | Versenyszám      | Idő      | Hely.    | Idő      | Hely.    | Idő        | Helyezés   |
| -------------------- | ---------------- | -------- | -------- | -------- | -------- | ---------- | ---------- |
| Alidád Száve Semsaki | Műlesiklás       | 1:07,57  | 53.*     | 1:01,99  | 40.      | 2:09,56    | 41.        |
| Alidád Száve Semsaki | Óriás-műlesiklás | 1:32,27  | 40.      | 1:31,61  | 37.      | 3:03,88    | 36.        |

* - egy másik versenyzővel azonos eredményt ért el

## Sífutás
Férfi
| Versenyző                   | Versenyszám | Eredmény | Helyezés |
| --------------------------- | ----------- | -------- | -------- |
| Szejed Modzstaba Mir Hásemi | 15 km       | 52:27,0  | 90.      |